# مودا (اسپانیا)
مودا (اسپانیا) (به اسپانیایی: Mudá) یک شهرستان در اسپانیا است که در استان پالنسیا واقع شده‌است.

## خصوصیات
مودا ۶ کیلومترمربع مساحت و ۱۰۵ نفر جمعیت دارد.